# Vangueriella
Vangueriella là một chi thực vật có hoa trong họ Thiến thảo (Rubiaceae).

## Loài
Chi Vangueriella gồm các loài: